# Piłka siatkowa

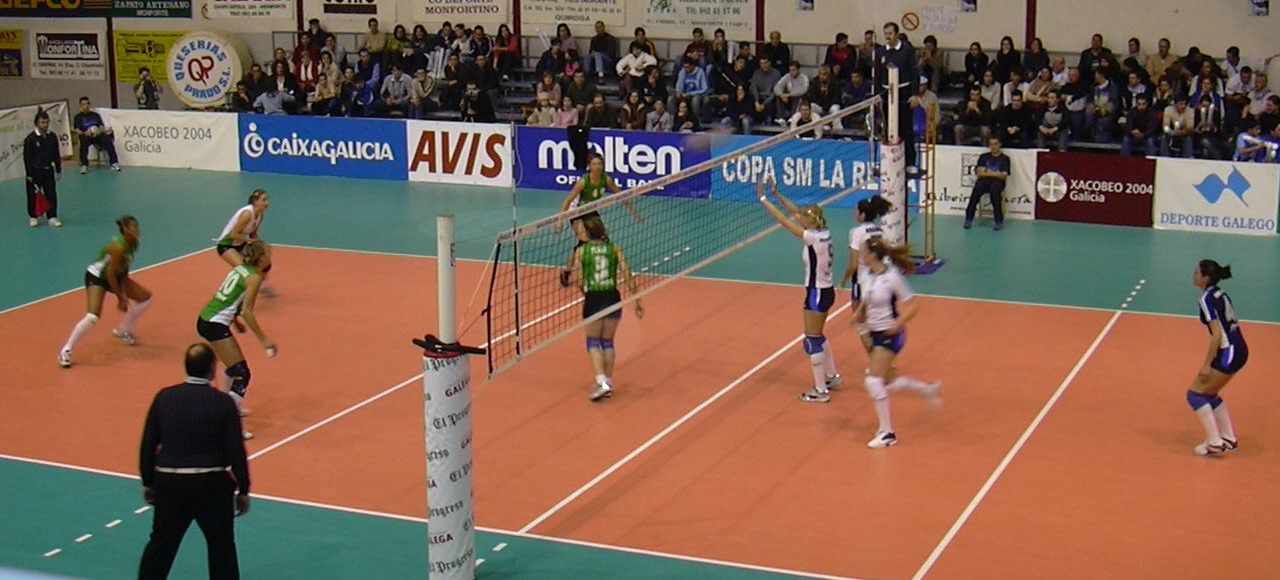
Mecz siatkówki kobiet

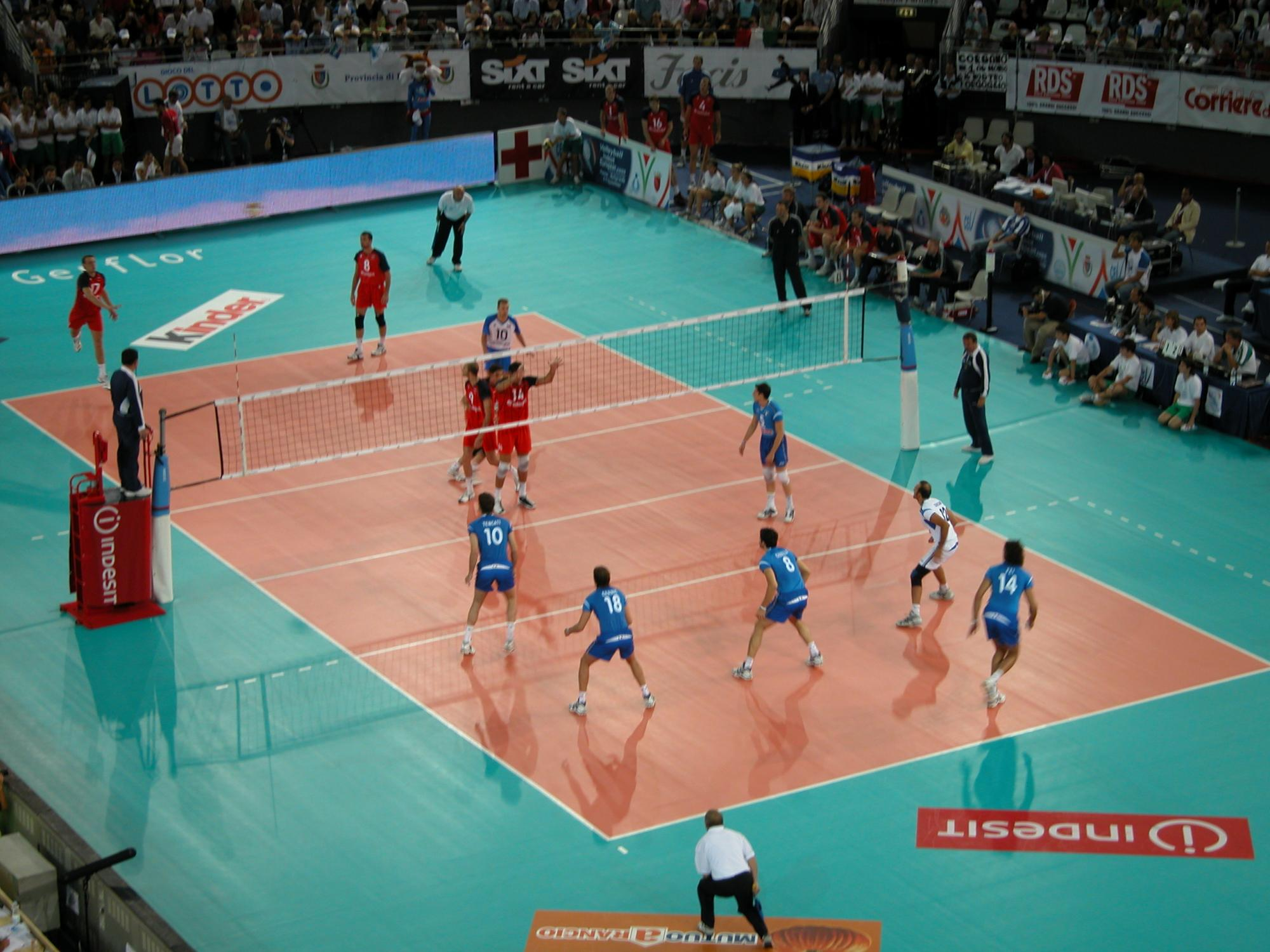
Mecz siatkówki mężczyzn

Piłka siatkowa, siatkówka – sport drużynowy, w którym biorą udział dwa zespoły po 6 zawodników w każdym (rozgrywający, atakujący, dwóch środkowych i dwóch przyjmujących oraz libero). Od 1964 jest częścią oficjalnego programu Letnich igrzysk olimpijskich. Siatkówka jest jednym z nielicznych sportów zespołowych, w których zawodnicy drużyn przeciwnych nie mają ze sobą kontaktu fizycznego.

## Historia
Pomysłodawcą reguł gry w piłkę siatkową był William G. Morgan – na co dzień nauczyciel wychowania fizycznego w Young Men’s Christian Associaton (YMCA) w Holyoke w Massachusetts. 9 lutego 1895 odbył się w tamtejszej sali gimnastycznej premierowy pokaz stworzonej przez niego dyscypliny, którą wówczas nazywano Minonette.
W dniach 18–20 kwietnia 1947, podczas Kongresu w Paryżu, powołano do życia Międzynarodową Federację Piłki Siatkowej (FIVB). Jej pierwszym prezesem został Paul Libaud (sprawował on tę funkcję aż do 1984), a jednym z jego zastępców został Zygmunt Nowak. Wśród założycieli FIVB było 14 krajów – Belgia, Brazylia, Czechosłowacja, Egipt, Francja, Holandia, Jugosławia, Polska, Portugalia, Rumunia, Urugwaj, Stany Zjednoczone, Węgry i Włochy.
W 1949 zorganizowano pierwsze Mistrzostwa Świata mężczyzn, a w 1952 Mistrzostwa Świata kobiet. Mistrzostwa Europy mężczyzn wprowadzono do kalendarza w 1948, a Mistrzostwa Europy kobiet w 1949. Do programu olimpijskiego siatkówka (zarówno w wydaniu kobiet, jak i mężczyzn) weszła w 1964, podczas Letnich Igrzysk Olimpijskich w Tokio.

### W Polsce
Do Polski siatkówka trafiła za pośrednictwem YMCA, a pierwszy mecz pokazowy miał miejsce w Warszawie w 1919. Rok później w Łodzi rozegrano turniej drużyn szkolnych. W 1929 w Warszawie rozegrano pierwsze mistrzostwa Polski – w rywalizacji kobiet zwyciężył AZS Warszawa, a wśród mężczyzn YMCA Łódź.
W okresie międzywojennym siatkówka była zrzeszona, razem z paroma innymi dyscyplinami, w Polskim Związku Palanta i Gier Ruchowych (od 1925), w Polskim Związku Gier Ruchowych (od 1926), w Polskim Związku Gier Sportowych (od 1928 – co uznaje się za datę oficjalnych narodzin siatkarskiego związku) i w Polskim Związku Piłki Ręcznej (od 1936).
Polski Związek Piłki Siatkowej (PZPS) jako samodzielny związek sportowy został powołany do życia 30 czerwca 1957, podczas Krajowej Konferencji Sprawozdawczo-Wyborczej Piłki Siatkowej. Głównymi partnerami, a zarazem sponsorami PZPS, są Polkomtel i PKN Orlen, którzy wspierają także Reprezentacje Polski w piłce siatkowej kobiet i mężczyzn.
Reprezentacja polskich siatkarek pierwszy mecz rozegrała w Warszawie 14 lutego 1948, pokonując Czechosłowację 3:1. Reprezentacja siatkarzy zadebiutowała na arenie międzynarodowej także z Czechosłowacją w Warszawie 28 lutego 1948, przegrywając 2:3.
Reprezentacja polskich siatkarzy w swojej historii zdobyła złoty medal na Igrzyskach Olimpijskich w Montrealu 1976, a także trzykrotnie tytuł Mistrzów Świata: w roku 1974 w Meksyku, w 2014 w Polsce, pokonując w meczu finałowym zespół Brazylii 3:1, przerywając tym samym trwającą nieprzerwanie 12 lat hegemonię tej drużyny, oraz w 2018 we Włoszech i Bułgarii, pokonując w meczu finałowym zespół Brazylii 3:0.

## Zasady gry

### Wstęp

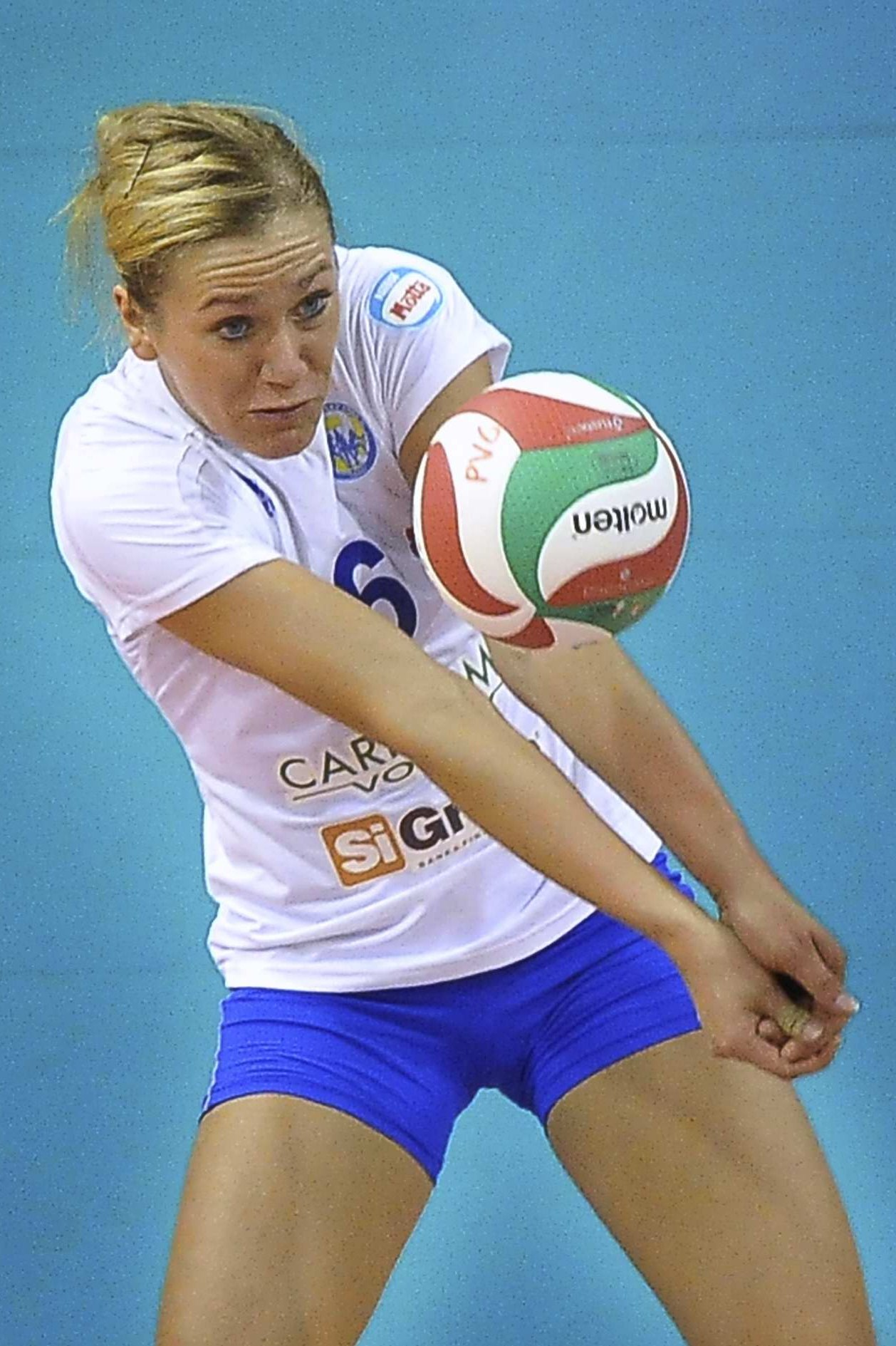
Odbiór zagrywki

W piłce siatkowej zawody rozgrywają dwie sześcioosobowe drużyny na boisku przedzielonym siatką. Gra polega na odbijaniu piłki dowolną częścią ciała (najczęściej rękoma) tak, aby przeleciała nad siatką i dotknęła połowy boiska należącej do przeciwnika. Gra toczy się do momentu, gdy jedna z drużyn wygra 3 sety (w grupach młodzieżowych – młodziczki i młodzicy – 2 sety) – w każdym z nich rywalizacja toczy się do zdobycia 25 punktów przy przewadze co najmniej dwóch punktów. Przy wyniku 24:24 gra toczy się „na przewagi”, dopóki któraś z drużyn osiągnie dwupunktową przewagę nad drugą. Wyjątek stanowi piąty set, nazywany „setem decydującym” (z ang. tie-break), który jest rozgrywany, jeśli stan meczu po 4 setach wynosi 2:2. W tym secie zawodnicy grają do 15 punktów, również przy przewadze co najmniej dwóch punktów.
Zasady gry są ustalone przez Międzynarodową Federację Piłki Siatkowej i zawarte są w przepisach gry w piłkę siatkową. Modyfikacji przepisów dokonuje FIVB, zwykle przy okazji ważniejszych imprez, tj. mistrzostw świata czy igrzysk olimpijskich. Przepisy ewoluowały na przestrzeni lat. Największe w ostatnich latach zmiany, opisane poniżej, zostały wprowadzone w 1998 roku, podczas mistrzostw świata w Japonii. Wcześniej każdy set kończył się po zdobyciu 15 punktów, a drużyna zdobywała je tylko przy własnej zagrywce, nie istniała także pozycja Libero. Ostatnia duża nowelizacja przepisów miała miejsce w 2008 roku, wtedy w zawodach organizowanych przez FIVB weszła ona w życie 1 stycznia 2009 roku, a w rozgrywkach w Polsce zaś od sezonu 2009/2010. Zmiany te dotyczyły: stosunku do kontaktu zawodnika z siatką – stał się on bardziej liberalny; w uproszczeniu − błędem było tylko dotknięcie górnej 7-centymetrowej taśmy, inny kontakt nie był uważany za błąd, chyba że wpływał na grę, oraz przyśpieszona została procedura zmian zawodników. Zgodnie z tymi przepisami może być do dwóch libero, a składy drużyn mogą liczyć maksymalnie 12 zawodników wpisanych do protokołu. W sezonie 2015/2016 przywrócono przepis zabraniający dotykania siatki w jakimkolwiek miejscu, a kontakt zawodnika z siatką jest uznawany za błąd i powoduje stratę punktu.

### Punkt, set, mecz
Celem gry jest przebicie piłki nad siatką tak, by upadła na boisku drużyny przeciwnej lub zmuszenie rywali do popełnienia błędu (np. odbicia piłki w aut, wykonania więcej niż 3 odbić, dotknięcia siatki). Piłkę można odbijać (nie może być złapana lub rzucana) dowolną częścią ciała. Ten sam zawodnik nie może odbić piłki dwa razy z rzędu (z wyjątkiem pierwszego odbicia następującego po bloku, oraz pierwszej piłki przy odbiorze ataku – warunek: kilka odbić musi być w jednej akcji). Każdy zespół może wykonać trzy odbicia (nie licząc dotknięcia piłki przez blok) – zwykle są to: odbiór, wystawa i atak – zanim przebije ją na stronę przeciwnika, każde następne jest błędem. Piłka przebijana na stronę przeciwnika musi przelecieć nad siatką w przestrzeni ograniczonej: od dołu – górną krawędzią siatki, na bokach – przez antenki i ich umowne przedłużenie w górę, od góry przez sufit sali.
Punkt przyznaje się za każdą wygraną akcję – tj. wtedy, gdy piłka upadnie na boisko przeciwnika, kiedy przeciwny zespół popełni błąd lub zostanie ukarany karą (druga żółta kartka). Punkty zdobywa się na wiele sposobów, na przykład, gdy piłka dotknie połowy boiska przeciwnika lub gdy upadnie ona poza boiskiem, a rywal dotknął jej jako ostatni. Drużyna, która zdobędzie punkt uzyskuje prawo do wykonywania zagrywki.
W przeciwieństwie do większości gier zespołowych, czas gry nie jest limitowany. Mecz toczy się aż jedna z drużyn wygra 3 sety (tak więc gra się do maksymalnie 5 setów). Piąty set rozgrywany jest do 15 punktów i nosi nazwę seta decydującego. Drużyna wygrywa seta, jeśli zdobędzie co najmniej 25 punktów i ma co najmniej 2 punkty przewagi nad przeciwnikiem.

### Zagrywka

Zagrywka w piłce siatkowej

Zagrywka (lub też serwis) jest wprowadzeniem piłki do gry mające na celu zdobycie punktu lub utrudnienie jej przyjęcia przeciwnikowi. Zagrywkę wykonuje się zza linii końcowej boiska ze strefy zagrywki sposobem dolnym lub górnym. Piłka po zagrywce może dotknąć górnej części siatki pod warunkiem, że przeleci na stronę przeciwnika (nie ma tzw. „neta”). Bezpośrednie zdobycie punktu zagrywką to as serwisowy.
Piłka jest zagrywana przez prawego zawodnika linii obrony z pola zagrywki, znajdującego się za 9 metrem boiska. Pierwszy sędzia zezwala na wykonanie zagrywki po stwierdzeniu, że zawodnik zagrywający posiada piłkę i oba zespoły są przygotowane do gry.
Pierwsza zagrywka w pierwszym secie oraz w tie-breaku wykonywana jest przez zespół ustalony w losowaniu. W pozostałych setach pierwszą zagrywkę wykonuje zespół, który nie wykonywał jej jako pierwszy w secie poprzednim. Każdą inną zagrywkę w secie wykonuje zespół, który jako ostatni zdobył punkt.
Zawodnik zagrywający musi się trzymać poniższych reguł:
- Piłka musi być uderzona dłonią lub dowolną częścią ręki po podrzuceniu jej w górę lub opuszczeniu w dół z dłoni.
- Dozwolone jest tylko jedno podrzucenie lub opuszczenie piłki.
- Dozwolone jest kozłowanie piłki oraz jej przekładanie z ręki do ręki.
- W momencie wykonywania zagrywki czy też w chwili odbicia przy zagrywce z wyskoku, zawodnik nie może dotknąć boiska (ani linii końcowej) oraz podłoża na zewnątrz pola zagrywki. Po uderzeniu piłki zawodnik może opaść poza pole zagrywki lub na boisko.
- Zawodnik musi wykonać zagrywkę w ciągu 8 sekund od gwizdka sędziego[3].
- Zagrywka wykonana przed gwizdkiem sędziego pierwszego jest unieważniona i musi być powtórzona.

Zawodnicy zespołu zagrywającego nie mogą przez stosowanie indywidualnej lub zbiorowej zasłony utrudniać przeciwnikowi obserwację zagrywającego oraz lot piłki. Drużyna przeciwna nie może blokować zagrywki ani atakować piłki, kiedy ta znajduje się całkowicie powyżej siatki i nad polem ataku. 
Najszybszy serwis należy do Wilfredo Leona, który zaserwował piłkę z prędkością 138 km/h w meczu Sir Safety Perugia z Itas Trentino i stanowi to rekord prędkości zagrywki w siatkówce.

#### Błędy zagrywki
Po nieprawidłowo wykonanym uderzeniu z zagrywki zagrywka będzie uważana za błędną (chyba że zawodnik popełnia błąd ustawienia), jeśli piłka:
- dotknie zawodnika zespołu zagrywającego lub nie przekroczy płaszczyzny pionowej siatki całkowicie w przestrzeni przejścia[6]
- wyjdzie na „aut”[6]
- przeleci nad zasłoną[6]

#### Rodzaje zagrywek
Przed wprowadzeniem zagrywki z wyskoku wyróżniano następujące typy zagrywek:
- zagrywka dolna[3]
- zagrywka boczna[3]
- zagrywka tenisowa[3]
- zagrywka z wyskoku[3]
- zagrywka float[3]

### Wymiary boiska i wysokość siatki

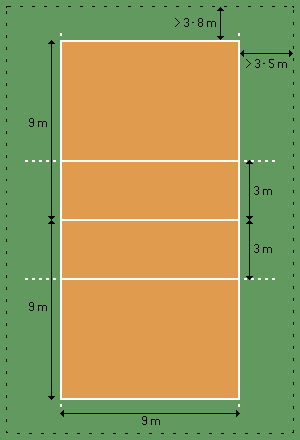
Wymiary boiska do gry w piłkę siatkową

Boisko do gry jest prostokątem o wymiarach 18 na 9 metrów ograniczonym dwiema liniami końcowymi i dwiema liniami bocznymi i otoczonym strefą wolną o szerokości co najmniej 3 m z każdej strony (na zawodach organizowanych przez FIVB wolna strefa musi mieć co najmniej: 8 m za liniami końcowymi i 5 m za bocznym boiska). Wszystkie linie końcowe i boczne wykreślone są wewnątrz boiska. Oś linii środkowej dzieli boisko na dwa równe pola o wymiarach 9 na 9 m każde. Na każdej stronie wyznaczona jest strefa ataku, ograniczona linią środkową, liniami bocznymi i linią ataku znajdującą się 3 m od osi linii środkowej i wpisaną w strefę ataku. Ponadto istnieje strefa zagrywki o szerokości 9 m i głębokości równej szerokości wolnej strefy.
Boisko przedzielone jest siatką, umieszczoną nad osią linii środkowej. Jej górna krawędź powinna znajdować się na wysokości 2,43 m dla mężczyzn i 2,24 m dla kobiet (dla młodzików 2,35 m i młodziczek 2,15 m). Na dwóch końcach siatki (nad liniami bocznymi) wysokość siatki powinna być taka sama, jednak nie może być większa niż 2 cm ponad wysokość przepisową.
Do siatki mocowane są tzw. antenki, wystające 80 cm ponad taśmę górną. Ograniczają one strefę przejścia piłki nad siatką. Jeśli piłka dotknie antenki, traktowane jest to jako aut.

### Charakterystyka piłki

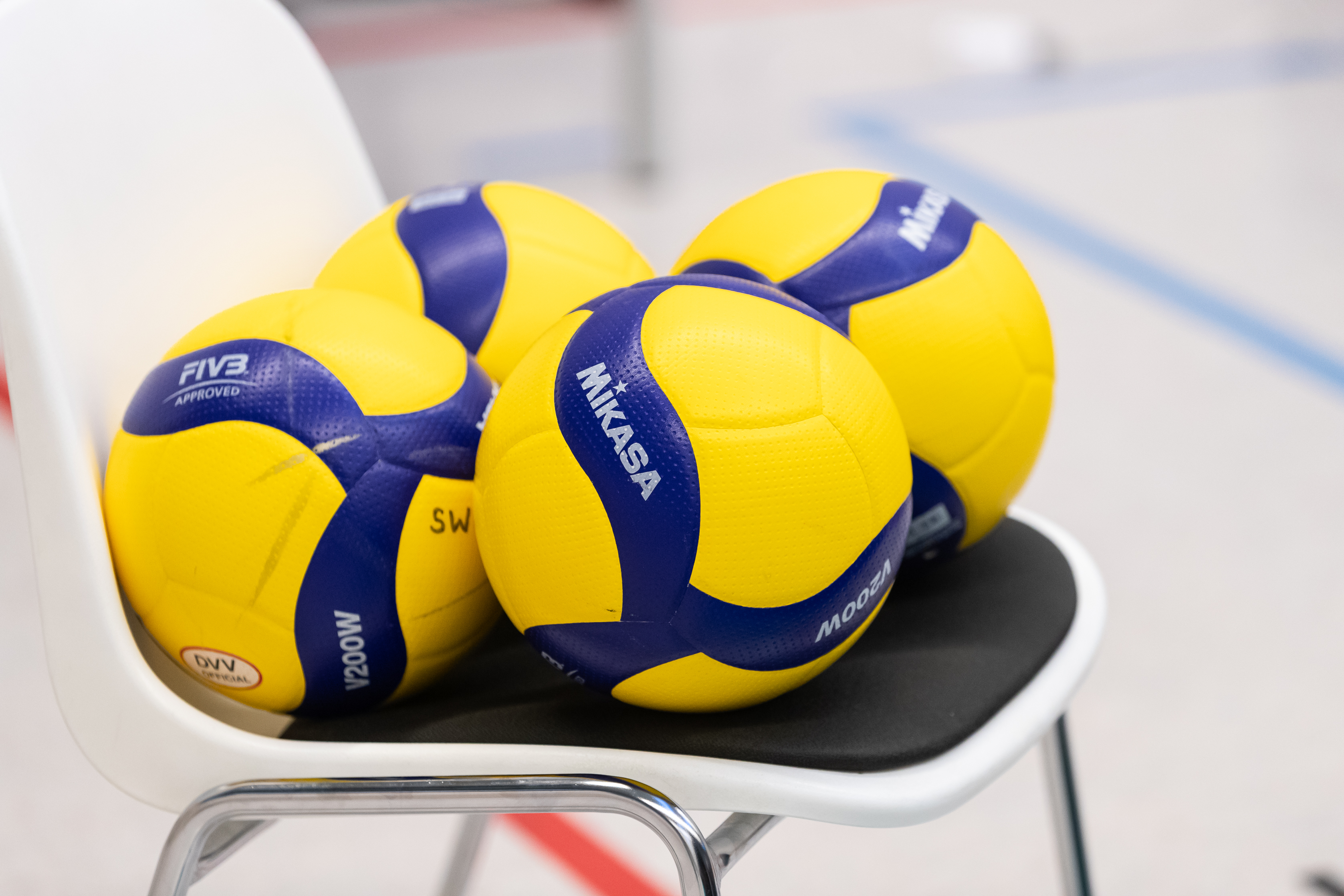
Obecne piłki do siatkówki marki Mikasa

Piłka do gry w siatkówkę ma w obwodzie 65-67 cm, masę 260-280 g, oraz rozmiar 5. Ciśnienie powietrza wewnątrz piłki wynosi: 0,30-0,325 kg/cm2 (4,26-4,61 psi; 294,3–318,82 hPa lub mbar).
Wykonana jest z miękkiej skóry naturalnej lub syntetycznej, jednobarwnej lub kolorowej, wewnątrz której jest dętka gumowa lub z innego materiału. Na oficjalnych zawodach krajowych i międzynarodowych piłka musi spełniać standardy zatwierdzone przez FIVB, a używanie innych piłek musi być uzgodnione z FIVB. W czasie oficjalnych zawodów używa się trzech piłek, które muszą posiadać takie same parametry, czyli obwód, ciężar, ciśnienie, typ, kolor.

### Skład zespołu i jego ustawienie

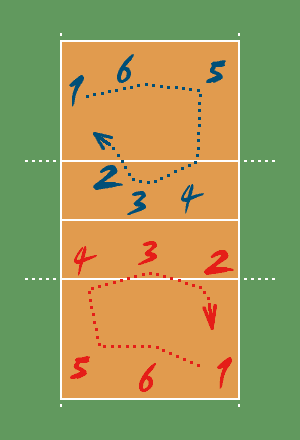
Porządek rotacji

Mecze siatkówki rozgrywane są przez dwa sześcioosobowe zespoły, a łącznie z rezerwowymi jeden zespół może składać się maksymalnie z 14 zawodników, trenera, dwóch asystentów trenera, lekarza i fizjoterapeuty. Podstawowymi pozycjami w siatkówce są: przyjmujący, atakujący, środkowy, rozgrywający i libero. Kapitanem zespołu może zostać jeden z zawodników. Poprzednio nie mógł nim być libero, co zostało zmienione na trzydziestym siódmym Światowym Kongresie FIVB; od 1 stycznia 2022 roku libero może zostać kapitanem. Jeśli wyznaczony kapitan znajduje się na ławce rezerwowych, wyznaczany jest "grający kapitan", który traci uprawnienia automatycznie z powrotem wyznaczonego kapitana na boisko i tylko oni (kapitan wyznaczony lub grający) mają prawo w imieniu drużyny poprosić sędziego pierwszego o wyjaśnienie zastosowanej interpretacji przepisów przez sędziów.
Przed rozpoczęciem każdego seta trener musi przekazać kartkę z ustawieniem początkowym swojego zespołu, co jest niezbędne do kontrolowania porządku rotacji zawodników w czasie gry. Rotacja zawodników następuje wtedy, kiedy zespół odbierający zagrywkę zdobywa prawo do wykonywania zagrywki, wtedy zawodnicy dokonują zmiany pozycji, przesuwając się o jedną zgodnie z ruchem wskazówek zegara (zawodnik z pozycji 2 przechodzi na pozycję 1, zawodnik z pozycji 1 przechodzi na pozycję 6 itd.).
W momencie uderzenia piłki przez zawodnika zagrywającego, każdy zespół musi znajdować się na własnej połowie boiska, ustawiony zgodnie z porządkiem rotacji (z wyjątkiem zawodnika zagrywającego) – trzej zawodnicy linii ataku wzdłuż siatki (zajmują miejsca: 4 – lewy ataku, 3 – środkowy ataku, 2 – prawy ataku) i trzej z linii obrony (na miejscach: 5 – lewy obrony, 6- środkowy obrony i 1 – prawy obrony). Każdy z zawodników linii obrony musi znajdować się dalej od siatki niż odpowiadający mu zawodnik linii ataku. Po wykonaniu zagrywki zawodnicy mogą zajmować dowolną pozycję na swoim polu gry. W przypadku, gdy popełniono błąd ustawienia bądź rotacji, a piłka została już uderzona przez zagrywającego, zespół przegrywa akcję.

### Libero

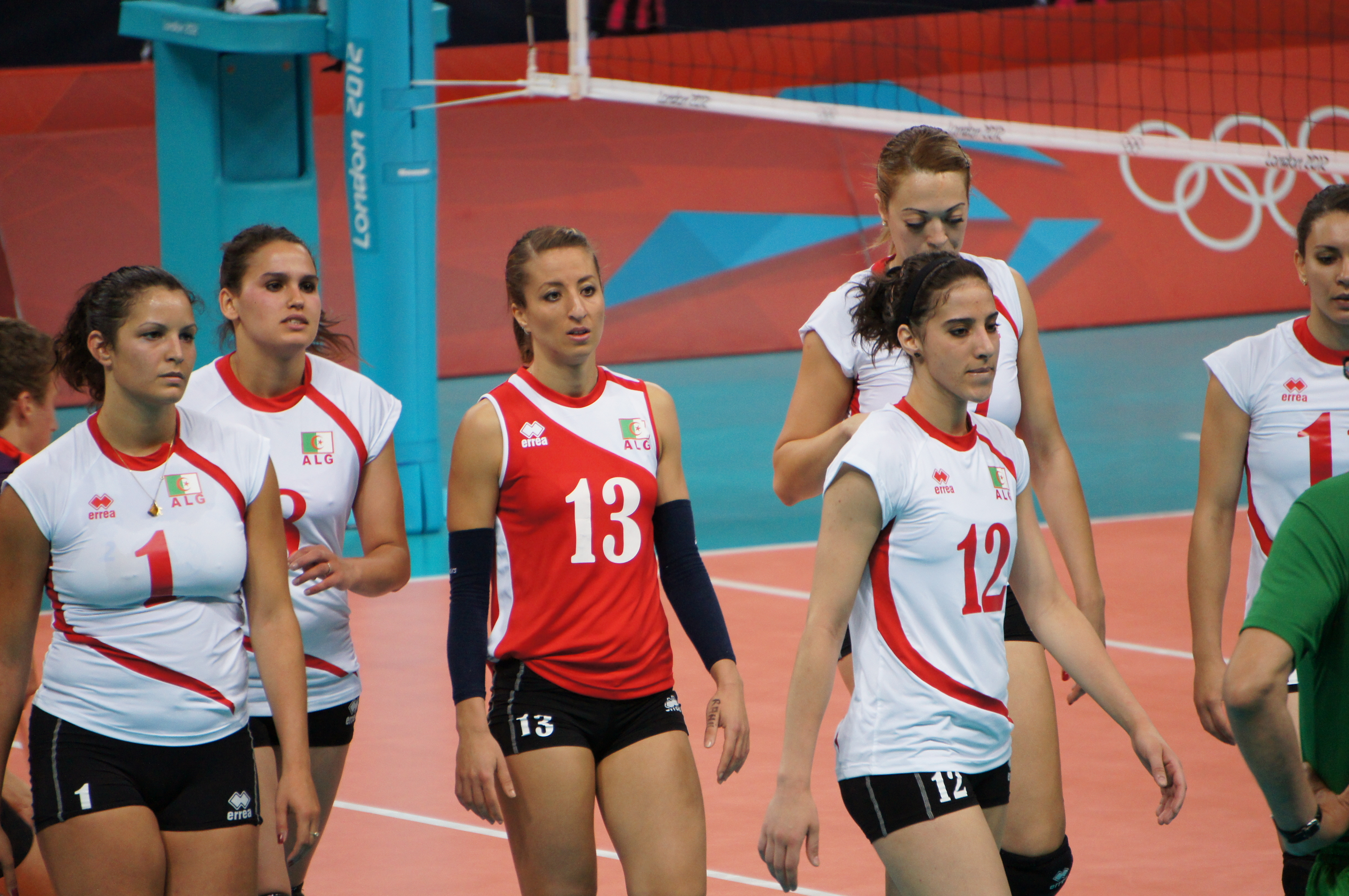
Zawodnik na pozycji libero nosi strój w innej kolorystyce niż reszta drużyny

Od 2011 roku w składzie może być dwóch libero i mogą grać naprzemiennie. Libero może brać udział jedynie w grze obronnej i nie wolno mu atakować z żadnego miejsca boiska i strefy wolnej, jeżeli w momencie kontaktu z piłką ta ostatnia jest powyżej górnej taśmy siatki. Libero nie może zagrywać, blokować ani podejmować próby bloku. Zawodnikiem występującym na pozycji libero najczęściej jest gracz, który wyróżnia się na tle drużyny niższym wzrostem. Zawodnik nie może wykonać spełnionego ataku powyżej górnej krawędzi siatki, gdy piłka jest do niego wystawiona palcami sposobem górnym przez libero, znajdującego się w polu ataku lub jego przedłużeniu. W przypadku takiej samej akcji libero, wykonanej spoza pola ataku lub jego przedłużenia, piłka może być atakowana na dowolnej wysokości.
Zastępowanie zawodników przez libero nie jest zaliczane do zmian regulaminowych i liczba takich zmian jest nieograniczona, z tym że libero może być zastąpiony tylko na zasadzie zmiany powrotnej, czyli przez zawodnika, którego zastąpił, wchodząc na boisko. Pomiędzy dwiema zmianami z udziałem libero musi być rozegrana akcja. W przypadku kontuzji libero, jeśli w składzie nie ma drugiego, trener lub grający kapitan mogą wyznaczyć na nowego libero jednego spośród zawodników, niegrających na boisku podczas wyznaczenia z wyjątkiem zawodnika, który zmieniony był przez libero. Kontuzjowany libero nie może powrócić do gry do końca spotkania. Zawodnik, grający jako nowy libero, pozostaje libero do końca spotkania.

### Zmiany zawodników

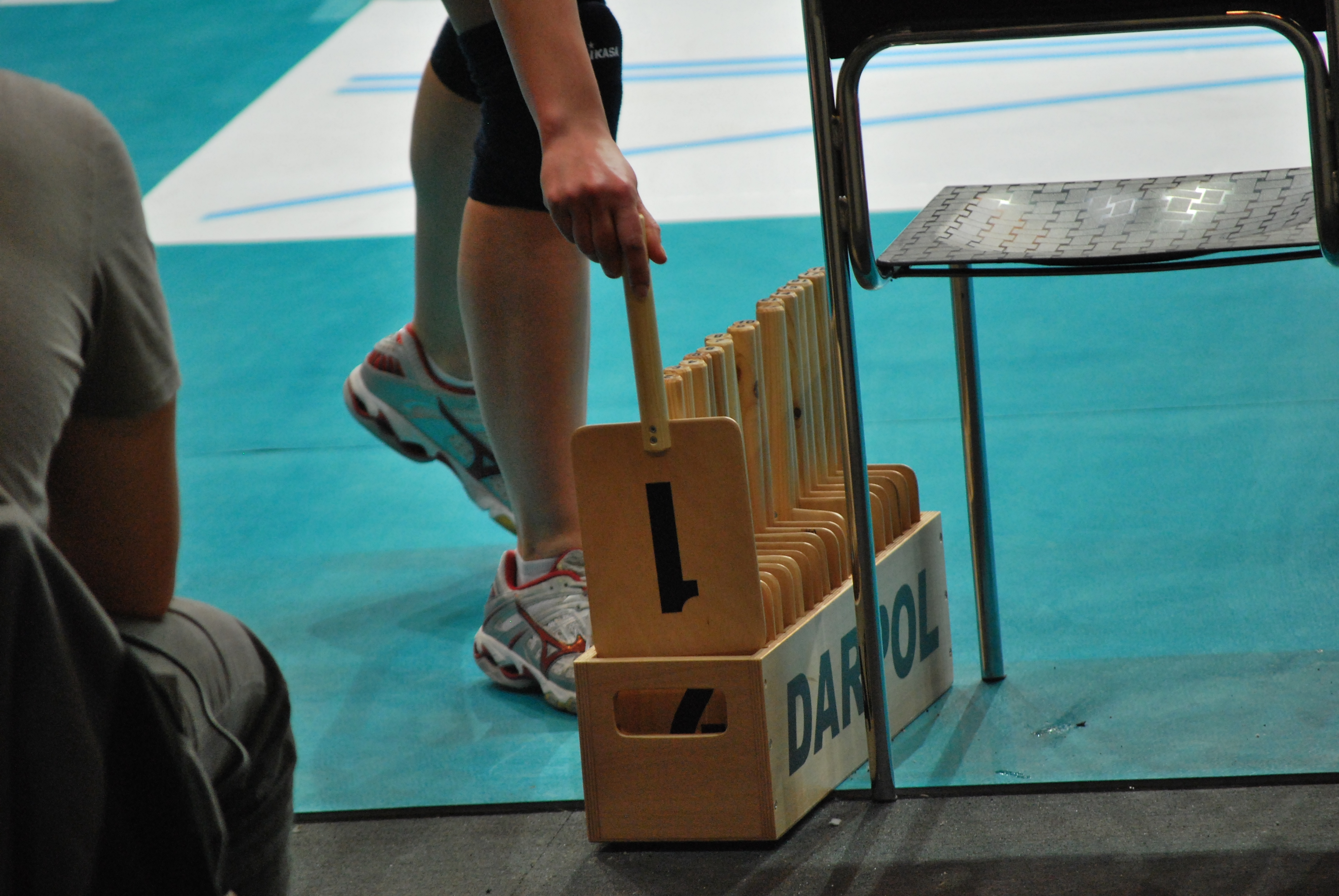
Tabliczki służące do dokonywania zmian w trakcie meczu, od MŚ 2018 już nieużywane

Zespół może w jednym secie dokonać maksimum 6 zmian. Jeden lub więcej zawodników może być zmienionych w tym samym czasie. Zawodnik ustawienia początkowego może opuścić boisko tylko jeden raz w secie i może powrócić na boisko tylko na miejsce w ustawieniu, które zajmował przed opuszczeniem boiska. Zawodnik rezerwowy może wejść na boisko tylko jeden raz w secie na miejsce zawodnika z ustawienia początkowego i może być zmieniony tylko przez tego zawodnika, którego zastąpił (przepis ten nie dotyczy zmiany narzuconej). Do liczby zmian nie wlicza się libero.
Jeśli dokonano zmiany nieregulaminowej i gra została wznowiona, zespół jest ukarany przegraniem akcji, a zmiana musi być skorygowana. Punkty zdobyte w okresie trwania błędu przez zespół popełniający błąd są anulowane, jeśli sędziowie są w stanie określić moment powstania błędu, punkty zdobyte przez przeciwnika zostają zachowane.

## Odmiany
Siatkówka rozwija się obecnie w wielu odmianach. Powstały one z powodu różnorodności miejsc rozgrywania spotkań a także specyfiki grających zawodników:
- klasyczna (halowa) – pierwsza, najbardziej popularna odmiana. Mecze rozgrywane są w halach lub na otwartych boiskach o takich samych parametrach,
- plażowa – rozgrywki toczą się na piaszczystych boiskach lub plażach. Najczęściej w spotkaniach uczestniczy mniej zawodników, na przykład według zasad stosowanych na igrzyskach olimpijskich – dwóch w każdej drużynie. Zmieniono także przepisy dotyczące gry, mimo że większość elementów techniki gry jest podobna,
- na siedząco – odmiana tradycyjnej piłki siatkowej, wymyślona jako sport dla osób niepełnosprawnych, uprawiana również przez pełnosprawnych siatkarzy. Jest połączeniem sitzballu oraz siatkówki.